# Одеська військово-морська база
Одеська військово-морська база (скорочено Одеська ВМБ) - різнорідне об'єднання Чорноморського флоту ВМФ СРСР.

## Історія

### Одеська військово-морська база 1-го формування
Сформована 14 лютого 1940 рік а з межами операційної зони від озеро Устричне(західніше с. Лазурне Херсонської області) до гирла Дунаю (виключаючи Вилкове), в свій склад включала всю берегову артилерію Північно-Західного укріпленого району і Очаківський укріплений сектор. На Одеську ВМБ базувалися легкий крейсер «Комінтерн» і канонерські човни «Червоний Аджарістан», «Червона Вірменія» і «Червона Грузія», кораблі охорони водного району: мінний загороджувач «Лукомський», 2 тральщики, 4 сторожові катери і 17 малих мисливців типу МО-4. Командиру бази також була оперативно підпорядкована 2-а бригада торпедних катерів в складі 28 вимпелів, яка базувалась на Очаків. До початку Радянсько-німецької війни до складу оборони бази входили надводні кораблі, берегова артилерія (44 гармати калібру від 45 до 203 мм), оборонні мінні загородження і засоби загородження входу в порт. Після початку війни на підходах до Одеси було поставлено оборонне мінне загородження (одна тисяча шістсот сімдесят дві морські міни і 479 мінних захисників), яке в поєднанні з береговою артилерією представляло собою потужну мінно-артилерійську позицію. ППО бази забезпечувала винищувальна авіація і зенітна артилерія. Недостатньо забезпеченою була оборона бази з суші. Сили Одеської військово-морської бази зіграли свою роль як стримуючий фактор в зриві наступу німецьких військ, недопущенні вторгнення з боку моря, всебічному забезпеченні як сил флоту, так і окремих флотських і сухопутних частин, а також в евакуації з'єднань і частин Одеського оборонного району 16 жовтня 1941 року. Після проведення евакуації база 20 листопада 1941 року була розформована.

### Одеська військово-морська база 2-го формування
Нове формування Одеської військово-морської бази було здійснено 29 листопада 1943 року. У період з 28 жовтня 1945 по 4 лютого 1946 року діяв Північно-Західний оборонний район, а з 4 лютого 1946 року по 12 липня 1947 року - Північно-західний морський район. Пізніше Одеська військово-морська база знову почала своє функціонування з операційної зоною в північно-західній частині Чорного моря від гирла Дунаю до мису Тарханкут.
В 1960 році Одеська військово-морська база була розформована.

## Командири бази
Базою в різний час командували:
- 1940 - грудень 1941 - контрадмірал Жуков Гаврило Васильович;
- Серпень-жовтень 1941 - контрадмірал Кулішов Ілля Данилович;
- Січень 1944 - контрадмірал Білоусов Сергій Пилипович;
- 1944 - січень 1945 - капітан 1-го рангу Дерев'янко Костянтин Іларіонович;
- Січень 1945 - лютий 1946 - віце-адмірал Жуков Гаврило Васильович;
- Липень 1947 - жовтень 1951 - контрадмірал Новиков Тихон Андрійович;
- Жовтень 1951 - грудень 1952 - капітан 1 рангу Сухіашвілі Костянтин Давидович;
- Грудень 1952 - грудень 1954 - капітан 1 рангу Балакірєв Костянтин Михайлович;
- Грудень 1954 - квітень 1957 - контрадмірал Петрищев Микола Андрійович;
- Квітень 1957 - 1960 - контрадмірал Домнін Семен Васильович;
- 1960 - контрадмірал Ізмайлов Федір Дмитрович.